# Beurizot
 Beurizot  là một xã ở tỉnh Côte-d’Or trong vùng Bourgogne, phía đông nước Pháp. Khu vực này có độ cao trung bình 352 mét trên mực nước biển.